# Rudolf Kirchschläger
Rudolf Kirchschläger (20 de marzo de 1915 - 30 de marzo de 2000) fue un diplomático, político y juez austriaco, que se desempeñó, de 1974 a 1986, como Presidente de Austria.

## Biografía
Nació el 20 de marzo de 1915 en Niederkappel, Alta Austria, quedó huérfano con 11 años de edad. Se graduó de la Escuela Secundaria en Horn en 1935 con una distinción y comenzó a estudiar derecho en la Universidad de Viena. Sin embargo, después del Anschluss en Austria, debió renunciar a sus estudios. Se negó a unirse a la NSDAP, y su beca fue revocada, Kirchschläger ya no podía seguir pagando sus estudios.
Trabajó como empleado en un banco hasta 1938 hasta que fue preparado para prestar servicios en la infantería de la Wehrmacht en el verano de 1938. Kirchschläger luchó como soldado, desde el comienzo de la guerra, inicialmente durante la invasión de Polonia, luego en el Frente Occidental y después contra Rusia en el Frente Oriental.
A finales de 1940, con el fin de salir del ejército, utilizó un frente de dos meses para prepararse en el examen final (examen del estado) de sus estudios de Derecho. Pasó los exámenes y se graduó.
Sin embargo fue enviado de vuelta al Frente Oriental, donde fue herido en 1942. Hacia el final de la guerra fue capitán y oficial de formación militar de Wiener Neustadt, en la región de Viena.
Estuvo casado con Herma Sorger (1916-2009) desde el 17 de agosto de 1940  hasta su muerte; tuvieron dos hijos: Christa (nacida en 1944) y Walter (nacido en 1947).
Kirchschläger murió de un ataque cardíaco el 30 de marzo de 2000 cerca de Viena, a la edad de 85 años.

## Trayectoria
Tras la guerra, Kirchschläger trabajó como juez de distrito hasta 1954 en Langenlois y posteriormente en Viena. En 1954, tuvo la oportunidad de trabajar en el Ministerio de Asuntos Exteriores, aunque no hablaba ningún idioma extranjero. Para participar en las negociaciones del Tratado del Estado austriaco , aprendió inglés de forma autodidacta en tan solo unos meses. De 1967 a 1970, fue embajador en Praga. A pesar de las órdenes de no hacerlo, expidió visados de salida a ciudadanos checoslovacos que intentaron huir de los comunistas durante la invasión soviética de Checoslovaquia. De 1970 a 1974 fue ministro de Asuntos Exteriores.
Kirchschläger fue elegido presidente de Austria en 1974. En una conferencia programática impartida en la Universidad de Innsbruck en febrero de 1971, expuso su comprensión de una «política exterior ética». En 1974, indultó al criminal de guerra nazi austriaco convicto Franz Novak , quien había coordinado la deportación ferroviaria de judíos europeos a campos de concentración y exterminio.
En 1980 , fue elegido para un segundo mandato con un índice de aprobación del 80%, el más alto jamás obtenido en unas elecciones presidenciales. En febrero de 1984, realizó la primera visita de Estado de un presidente austriaco a Estados Unidos.

## Honores

### Honores austriacos
- Orden del Mérito de la Gran Cruz de la República de Austria (1974)

### Honores extranjeros
- Gran Cruz de la Orden del Mérito de la República Italiana, Italia (1971)[9]
- Caballero de la Orden del León de Oro de la Casa de Nassau,  Casa de Nassau (1975)[10]
- Caballero del Collar de la Orden de Isabel la Católica, España (1978)[11]
- Caballero de la Orden del Elefante, Dinamarca (1979)
- Caballero del Collar de la Orden de Carlos III, España (1979)[12]
- Gran Collar de la Orden del Príncipe Enrique, Portugal (1984)[13]
- Gran Cruz de la Orden del Papa Pío IX,[14]  Santa Sede (1990)
- Orden de Primera Clase de Tomáš Garrigue Masaryk, República Checa (1996)
- Caballero de la Gran Cruz con Collar de la Orden del Papa Pío IX, Santa Sede (2000)[15]